# Kogen (kejsare)
Kogen, född 273 f.Kr., död 158 f.Kr., var regerande kejsare av Japan mellan 214 f.Kr. och 158 f.Kr.